# Qitaihe
Qitaihe (en chino, 七台河; pinyin, Dàqìng, léase Chitái-Jo) es una ciudad-prefectura en la provincia de Heilongjiang en la República Popular de China. En 2007 tenía un PIB de 13,8 mil millones de yuanes con un crecimiento del 14,9%.
La minería del carbón es una industria importante. Qitaihe es el único piloto de la ciudad para el reciclado del carbón en Heilongjiang. Otras ciudades importantes con la minería del carbón en la provincia incluyen Hegang.
Qitaihé inició su desarrollo cuando la minería comenzó en 1958.

## Administración
La ciudad prefectura de Qitaihe se divide en 4 localidades que se administran en 3 distritos urbanos y 1 condado rural.
- Distrito Taoshan 桃山区
- Distrito Xinxing 新兴区
- Distrito Qiezihe 茄子河区
- Condado Boli 勃利县

## Historia
La historia de esta localidad se remonta hace 3.000 años en las dinastías Shang y Zhou, cuando fue habitada por un antiguo grupo étnico llamado Sushen (肃慎),ancestros del hoy Manchú. En 1910 se descubre el carbón en Qitaihe, sin embargo este no comenzó hasta que el Comitente de Heilongjiang ordenara su extracción en 1958. El 26 de enero de 1961 la minería se estableció en el condado de Boli. El comité provincial junto con el consejo estatal establecen el distrito Qitaihé como un plan para la combinación de gestión empresarial y la administración pública.En 1970 el distrito Qitaihé decendío a condado bajo la administración de Jiamusi  , y en 1983 se promovió a ciudad prefectura.

## Clima
La ciudad está rodeada por montañas. La zona oriental y el centro de Qitaihe es montaña. El noroeste es distribuido por llanuras. Hay un total de veintisiete picos que son todos de las Montañas Wanda. Por eso su clima es templado frío, Qitaihe es seco y poco lluvioso en primavera, cálido y húmedo en verano. El clima es fresco en otoño y frío y árido en invierno. Su temperatura media anual de alrededor de 5 °C.
| Parámetros climáticos promedio de Qitaihe (2003–2020) | Parámetros climáticos promedio de Qitaihe (2003–2020) | Parámetros climáticos promedio de Qitaihe (2003–2020) | Parámetros climáticos promedio de Qitaihe (2003–2020) | Parámetros climáticos promedio de Qitaihe (2003–2020) | Parámetros climáticos promedio de Qitaihe (2003–2020) | Parámetros climáticos promedio de Qitaihe (2003–2020) | Parámetros climáticos promedio de Qitaihe (2003–2020) | Parámetros climáticos promedio de Qitaihe (2003–2020) | Parámetros climáticos promedio de Qitaihe (2003–2020) | Parámetros climáticos promedio de Qitaihe (2003–2020) | Parámetros climáticos promedio de Qitaihe (2003–2020) | Parámetros climáticos promedio de Qitaihe (2003–2020) | Parámetros climáticos promedio de Qitaihe (2003–2020) |
| Mes                                                   | Ene.                                                  | Feb.                                                  | Mar.                                                  | Abr.                                                  | May.                                                  | Jun.                                                  | Jul.                                                  | Ago.                                                  | Sep.                                                  | Oct.                                                  | Nov.                                                  | Dic.                                                  | Anual                                                 |
| ----------------------------------------------------- | ----------------------------------------------------- | ----------------------------------------------------- | ----------------------------------------------------- | ----------------------------------------------------- | ----------------------------------------------------- | ----------------------------------------------------- | ----------------------------------------------------- | ----------------------------------------------------- | ----------------------------------------------------- | ----------------------------------------------------- | ----------------------------------------------------- | ----------------------------------------------------- | ----------------------------------------------------- |
| Temp. máx. media (°C)                                 | -11.7                                                 | -6.9                                                  | 2.1                                                   | 12.4                                                  | 20.2                                                  | 25.1                                                  | 27.2                                                  | 26.1                                                  | 21.3                                                  | 12.5                                                  | 0.0                                                   | -10.4                                                 | 9.8                                                   |
| Temp. media (°C)                                      | -16.6                                                 | -12.4                                                 | -3.1                                                  | 6.5                                                   | 14.2                                                  | 19.5                                                  | 22.2                                                  | 21.0                                                  | 15.3                                                  | 6.5                                                   | -4.7                                                  | -14.9                                                 | 4.5                                                   |
| Temp. mín. media (°C)                                 | -21.1                                                 | -17.7                                                 | -8.3                                                  | 0.6                                                   | 8.3                                                   | 14.2                                                  | 17.8                                                  | 16.7                                                  | 9.9                                                   | 1.1                                                   | -8.9                                                  | -18.9                                                 | -0.5                                                  |
| Precipitación total (mm)                              | 6.6                                                   | 5.8                                                   | 13.9                                                  | 28.8                                                  | 65.7                                                  | 95.2                                                  | 116.8                                                 | 119.0                                                 | 55.8                                                  | 29.6                                                  | 21.8                                                  | 12.0                                                  | 571                                                   |
| Días de precipitaciones (≥ 0.1 mm)                    | 6.3                                                   | 5.7                                                   | 8.2                                                   | 8.7                                                   | 12.9                                                  | 14.6                                                  | 14.9                                                  | 14.1                                                  | 9.8                                                   | 7.3                                                   | 7.4                                                   | 8.7                                                   | 118.6                                                 |
| Días de nevadas (≥ 1 mm)                              | 9.6                                                   | 9.0                                                   | 11.2                                                  | 5.2                                                   | 0.2                                                   | 0                                                     | 0                                                     | 0                                                     | 0.1                                                   | 2.9                                                   | 9.9                                                   | 13.4                                                  | 61.5                                                  |
| Horas de sol                                          | 138.8                                                 | 165.3                                                 | 204.4                                                 | 199.7                                                 | 207.7                                                 | 219.0                                                 | 216.5                                                 | 209.8                                                 | 208.3                                                 | 173.3                                                 | 131.0                                                 | 118.9                                                 | 2192.7                                                |
| Humedad relativa (%)                                  | 69                                                    | 64                                                    | 59                                                    | 53                                                    | 60                                                    | 71                                                    | 78                                                    | 79                                                    | 72                                                    | 61                                                    | 65                                                    | 71                                                    | 66.8                                                  |
| Fuente: Administración Meteorológica de China.        |                                                       |                                                       |                                                       |                                                       |                                                       |                                                       |                                                       |                                                       |                                                       |                                                       |                                                       |                                                       |                                                       |